# José Verdin
Pour les articles homonymes, voir Verdin.
José Verdin, né le 4 janvier 1948 à Esneux, est le directeur de la Fondation André Renard qui est à la fois une maison qui entretient le souvenir de ce leader syndical wallon, un centre d'archives et d'éducation permamente de la FGTB de Liège.

## Biographie
En 1983, José Verdin a signé le manifeste pour la culture wallonne.

## Ouvrage
- José Verdin, Sidérurgie liégeoise. Chroniques d’une mort orchestrée… et d’une résistance acharnée, Les éditions de la Province de Liège, 296 p.[2]